# Jessica Buda
Jessica Buda ist eine US-amerikanische Theater- und Filmschauspielerin sowie Opernsängerin.

## Leben
Buda erhielt ihren Bachelor of Arts in Schauspiel am Otterbein College. Als Opernsängerin wirkte sie unter anderen an der Bühne des Repertory Opera LA mit und übernahm die titelgebende Hauptrolle der Susannah. 2010 folgte ihr Filmschauspieldebüt durch Mitwirkungen in den Kurzfilmen Saving Dad und Radio Silence. Es folgten Episodenrollen in Fernsehserien sowie weitere Besetzungen in verschiedenen Kurzfilmen. Sie übernahm die Rolle der Mary Hanson in der Kurzfilmreihe Krueger. 2019 verkörperte sie im US-amerikanischen Fernsehfilm Psycho BFF die größere Rolle der Solange. 2021 übernahm sie Episodenrollen in den Fernsehserien All American und 9-1-1. 2022 stellte sie im Thriller Driven to Murder die größere Rolle der Gayle Bowers dar.

## Filmografie (Auswahl)
- 2010: Saving Dad (Kurzfilm)
- 2010: Radio Silence (Kurzfilm)
- 2012: Jerry's Scary's (Fernsehserie, Episode 1x24)
- 2013: My Roommate the (Fernsehserie, Episode 3x17)
- 2014: Krueger: The Slasher from Elm Street (Kurzfilm)
- 2015: Legacy Discovered (Kurzfilm)
- 2015: Strangers (Kurzfilm)
- 2016: Living Lost
- 2016: Krueger: The Legend of Elm Street (Kurzfilm)
- 2017: Krueger: Tales from Elm Street (Kurzfilm)
- 2017: Fatales Vertrauen – Dem Mörder so nah (Unusual Suspects, Fernsehdokuserie, Episode 1x08)
- 2018: The Door in the Woods
- 2018: Dojo Girl (Kurzfilm)
- 2019: Auftragskiller gesucht (Murder for Hire, Fernsehdokuserie, Episode 1x06)
- 2019: Psycho BFF (Fernsehfilm)
- 2019: Extreme Measures (Fernsehserie, Episode 2x06)
- 2020: Beware of Mom (Fernsehfilm)
- 2021: All American (Fernsehserie, Episode 3x19)
- 2021: 9-1-1 (Fernsehserie, Episode 5x02)
- 2021: Black Rain (Podcastserie, 2 Episoden)
- 2022: Driven to Murder
- 2023: The Upshaws (Fernsehserie, Episode 3x07)

## Theater (Auswahl)
- Honky Tonk Angels, West Virginia Public Theatre
- The Taffetas (National Tour), Capstone Theatricals
- Young Frankenstein, Musical Theatre West
- Nunsense, West Virginia Public Theatre
- The Taffetas (National Tour), Springer Theatricals
- Patsy Cline Tribute, Galveston Island Musicals
- The Fantasticks, Curtain Players
- Ikke, Ikke, Nye, Nye, Nye, Blackbox Theatre
- Assassins, Cowan Theatre

## Opern (Auswahl)
- Susannah, Repertory Opera LA
- Cosi fan tutte, Repertory Opera LA
- Le Nozze di Figaro, Repertory Opera LA
- Les Contes d'Hoffmann, Opera Columbus